# Dezimation
Die Dezimation oder Dezimierung (lateinisch decimatio, decem = zehn) bezeichnete eine Militärstrafe im Römischen Reich bei kollektiven Vergehen wie Meuterei oder Feigheit vor dem Feind. Dabei wurde in der betroffenen Einheit mittels eines Loses je einer unter zehn Mann für die Bestrafung (meistens Exekution) ausgelost. Die Strafe wurde auch auf Offiziere angewandt. Es existieren Berichte über die Anwendung der Strafe im Mittelalter und in der Frühen Neuzeit. Eine Abmilderung der Strafe waren die vicesimatio oder die centesimatio, bei der jeder 20.  bzw. 100. Mann ausgelost wurde.

## Anwendung
Die Dezimation wurde in Römischen Legionen als Strafmaßnahme nur dann angewandt, wenn das kollektive Fehlverhalten einer ganzen militärischen Einheit vorlag. Da in diesen Fällen kein Täter ermittelt werden konnte, wurde so die Schuld gesühnt und der Gehorsam wiederhergestellt. Ausgesprochen wurde sie, wenn in einem Truppenteil eine Meuterei oder ein Aufruhr ausgebrochen war oder auszubrechen drohte. Auch wenn nach Auffassung des Oberbefehlshabers eine Schlacht aufgrund von Gehorsamsverweigerung oder Feigheit verlorengegangen war, wurde sie verhängt.
Nachdem alle Soldaten der für schuldig befundenen Einheit angetreten waren, wurde ein Zehntel der Soldaten durch das Los bestimmt. Das geschah durch eine braune und neun weiße Saubohnen, die den Soldaten in die Hand gelegt wurden. War sie braun, musste der betroffene Krieger von den eigenen Kameraden mit dem Schwert oder durch Prügel getötet werden. Diese drastische Strafe wurde in der Geschichte des Römischen Reiches nur selten angewendet.

## Berichte über die Dezimation
Die früheste Erwähnung der Dezimierung stammt von Titus Livius für das Jahr 471 v. Chr. Häufige Anwendung fand die Dezimation in den Römischen Bürgerkriegen und in der Römischen Kaiserzeit.
So ist von Gaius Iulius Caesar folgende Episode überliefert: Nachdem es im norditalienischen Placentia zur Meuterei unter den unzufriedenen Truppen gekommen war, soll Caesar den aufsässigen Einheiten seiner Legio VIIII Hispana angedroht haben, die Dezimation durchführen zu lassen und die übrigen als untauglich nach Hause zu schicken. Er tat dies, um die Meuterei zu unterdrücken, sich aber gleichzeitig nicht anmerken zu lassen, wie sehr er auf jeden Mann angewiesen war. Als die Soldaten darum baten, im Dienst bleiben zu dürfen, gab Caesar erst nach längerem Sträuben nach, verlangte aber, dass ihm die 120 Rädelsführer ausgeliefert würden. Von diesen ließ er jeden zehnten auslosen und hinrichten.
In Plutarchs Parallelbiographie zu Marcus Antonius wird die Dezimation im Kontext des Partherfeldzuges im Jahre 36 v. Chr. erwähnt. Während der kurzzeitigen Belagerung der medischen Hauptstadt Phraaspa sollen zwei römische Kohorten vor kleineren Einheiten der parthischen Reitertruppen geflohen sein. Dies versetzte Antonius derart in Rage, dass er jeden zehnten Mann der entsprechenden Abteilung per Losentscheid töten ließ. Den übrigen Verantwortlichen ließ er ab diesem Zeitpunkt nur noch Gerste anstelle der üblichen Weizenrationen zukommen.
Unter den Römischen Kaisern scheint die Dezimation kaum noch angewendet worden zu sein; vermutlich hängt dies damit zusammen, dass die Stellung der Soldaten nun immer mächtiger wurde. Zu den spätesten sicher belegten Beispielen zählt der Bericht des Augenzeugen Ammianus Marcellinus über eine Dezimation, die Kaiser Julian Apostata 363 n. Chr. während seines Feldzugs gegen die Sassaniden anordnete. Der Heermeister Flavius Stilicho soll 408 n. Chr. nahe Bologna rebellischen Truppen die Dezimierung angedroht, aber auf die Maßnahme verzichtet haben, nachdem die Soldaten um Gnade gefleht hatten.
Auch nach dem Ende der Antike kam es vereinzelt zu Dezimationen. Berichte über die Anwendung der Strafe sind von Karl dem Großen und aus dem Dreißigjährigen Krieg bekannt. Ebenso wie die Österreicher in der Schlacht bei Breitenfeld (1642) ließ der französische Marschall François de Créquy im Holländischen Krieg bei Trier aufrührerische Truppen dezimieren.
General Blücher soll den Befehl zur Dezimation aufsässiger sächsischer Bataillone gegeben haben, der Befehl wurde allerdings nicht ausgeführt. Sogar aus dem Ersten Weltkrieg sind Berichte erhalten, die die Anwendung der Dezimierung nach Niederlagen bzw. bei „Feigheit vor dem Feind“ belegen, so bei italienischen Truppen in den Isonzoschlachten. Stanley Kubrick verfilmte eine derartige Situation in Wege zum Ruhm mit Kirk Douglas in der Hauptrolle. Der italienische Autor und Politiker Emilio Lussu schildert im Buch Un anno sull’Altipiano (1937), dt. Ein Jahr auf der Hochebene (übersetzt von Claus Gatterer, 1968) eindrucksvoll seine eigenen Kriegserfahrungen, darunter Dezimationen, im Ersten Weltkrieg. Das Buch wurde unter dem Titel Uomini contro (deutsch Bataillon der Verlorenen) 1970 von Francesco Rosi verfilmt.
Auch Adolf Hitler bezog sich 1934 in seiner Rechtfertigungsrede nach dem Röhm-Putsch auf die Dezimation: „Meuternde Divisionen hat man zu allen Zeiten durch Dezimierung wieder zur Ordnung gerufen. Nur ein Staat hat von seinen Kriegsartikeln keinen Gebrauch gemacht und dieser Staat ist dafür auch zusammengebrochen: Deutschland.“
In seinem Buch über die Schlacht von Stalingrad berichtet der britische Historiker Antony Beevor von der Durchführung der Dezimation durch einen Kommandanten der Roten Armee.

## Heutiger Sprachgebrauch
Heute wird der Begriff Dezimierung meist abweichend verwendet, etwa im Sinne von „eine Gruppe von Menschen durch Tötung oder Ausschaltung eines Teils ihrer Mitglieder verkleinern“. Dabei kommt es im Allgemeinen nicht auf die strafende Absicht an, auch das Merkmal des Tötens muss nicht gegeben sein, so kann ein Staat etwa eine politische Widerstandsbewegung durch Verhaftung vieler ihrer Mitglieder dezimieren. Auch wird das Wort im übertragenen Sinn für eine starke Reduzierung einer Anzahl von Dingen oder Individuen verwendet.